# Centaurea spectabilis
Centaurea spectabilis — вид рослин роду волошка (Centaurea), з родини айстрових (Asteraceae).

## Біоморфологічна характеристика
Багаторічна рослина зі здеревілим, багатоголовим кореневищем. Стебло пряме, просте або мало-гіллясте, повстяно-запушене, 30–80 см заввишки. Стебло і стеблові листки павутинисто-повстяні; листки ліроподібні, перистороздільні або ж перисторозсічені й сегментовані; обгортка напівкругла; листочки обгортки черепитчаті, багаторядні, у кінці злегка колючі; придатки війчасті; зовні сім'янки вкриті щетинкою, чубчик багаторядний і залишається. Квітки жовті, пиляки рожевувато-фіолетові. Крайові квітки сильно не відрізняються. Сім'янки 6–8 мм довжиною, чубчик 13–17 мм довжиною, жорстко запушений з шорсткою поверхнею, фіолетовий або коричневий.

## Середовище проживання
Поширений у сх. Туреччині (Анатолія), пн.-зх. Ірані, Вірменії, Азербайджані.